# Bargeldobergrenze in der EU
Die Bargeldobergrenze in der EU ist ein Instrument zur Bekämpfung von Geldwäsche und Terrorismus in den Mitgliedstaaten der Europäischen Union. Mit der Richtlinie 2024/1640 und der Verordnung (EU) 2024/1624 sowie der Errichtung einer zentralen europäischen Aufsichtsbehörde für den Finanzsektor (Anti-Money Laundering Authority) soll ein einheitlicher Rechtsrahmen geschaffen werden.
Die Obergrenze beträgt 10.000 Euro für Barzahlungen und gilt nur für gewerbliche Transaktionen. Ab einem Betrag von 3.000 Euro müssen die Daten der Käufer erfasst werden. Mitgliedstaaten, die bereits niedrigere Bargeldobergrenzen eingeführt haben, können diese beibehalten.  Diese Regelung soll bis 2027 EU-weit eingeführt werden.
Einige EU-Länder haben bereits in den letzten Jahrzehnten eigene Bargeldobergrenzen eingeführt. Zum Beispiel hat Frankreich 2015 eine Obergrenze von 1.000 Euro festgelegt.

## Bargeldobergrenzen in der EU (Stand 01/2025)
- Belgien: 3.000 €
- Bulgarien: 10.000 Lew
- Dänemark: 20.000 Kronen
- Tschechien: 270.000 Kronen
- Frankreich: 1.000 €
- Griechenland: 500 €

In Deutschland, Belgien, den Niederlanden,  Malta, Polen, Italien, Irland, Kroatien, Ungarn, Schweden, Slowakei, Slowenien, Luxemburg, Zypern, Spanien, Rumänien und den baltischen Staaten gibt es bislang keine Obergrenze.